# FK Ural Sverdlovskaja oblast Ekaterinburg
Futboljnij Klub Ural Sverdlovskaja oblast (ruski: Футбольный клуб «Урал Свердловская область») ruski je nogometni klub iz grada Ekaterinburga.
Ural igra svoje utakmice na Ekaterinburg Areni.

## Ime i povijest
- 1930. –  1932. –  nogometna momčad Uralmašstroja (футбольная команда "Уралмашстроя")
- 1933. –  1946. –  nogometna momčad Uralmašzavoda (футбольная команда "Уралмашзавода")
- 1947. –  1957. –  Avangard ("Авангард")
- 1958. –  1959. –  Mašinostroitelj ("Машиностроитель")
- 1960. –  2002. –  Uralmaš ("Уралмаш")
- 2003. –  danas – Ural ("Урал")

## Vanjske poveznice
- Službene klupske stranice